# Кроґульча-Суха
Кроґульча-Суха (пол. Krogulcza Sucha) — село в Польщі, у гміні Оронсько Шидловецького повіту Мазовецького воєводства.
Населення — 320 осіб (2011).
У 1975-1998 роках село належало до Радомського воєводства.

## Демографія
Демографічна структура станом на 31 березня 2011 року:
|          | Загалом | Допрацездатний вік | Працездатний вік | Постпрацездатний вік |
| -------- | ------- | ------------------ | ---------------- | -------------------- |
| Чоловіки | 159     | 45                 | 104              | 10                   |
| Жінки    | 161     | 38                 | 92               | 31                   |
| Разом    | 320     | 83                 | 196              | 41                   |